# Frances Tustin
Frances Tustin, née le 15 octobre 1913 à Darlington et morte le 11 novembre 1994 à Londres, est une psychanalyste britannique, connue pour ses travaux sur l'autisme.

## Biographie
Frances Tustin est une pionnière en psychothérapie de l’enfant, sur les frontières de la compréhension psychanalytique et le traitement des états autistiques chez les enfants et les adultes depuis le début des années 1950. Aujourd’hui l’entièreté de son travail est considéré comme pseudo-scientifique. En effet, jamais Tustin ne s’est encombrée de preuves empiriques de ses théories. Les explications des causes de l’autisme par Tustin, se basant sur la sexualité infantile des personnes autistes, s’éloignent largement des explications consensuelles,.
Elle est née dans le Nord de l'Angleterre en 1913 et, après avoir obtenu son certificat d'études secondaires (équivalent au baccalauréat) a décidé de devenir enseignante. À cette fin, elle suit une formation au Whitelands College (en). Après avoir obtenu son diplôme, elle travaille comme enseignante pendant plusieurs années. Frances Tustin est venue à la psychanalyse en fréquentant le cours de Susan Isaacs sur le développement de l'enfant à l'université de Londres en 1943.
Inspirée par la formation de psychothérapeute de l'enfant, sa carrière a été interrompue par la Seconde Guerre mondiale. Retour à la normale une fois la guerre terminée, en 1950, elle s'inscrit à la formation psychothérapie de l'enfant à la Tavistock Clinic, fondée en 1948 par Esther Bick, à la demande de John Bowlby, qui était le président de la Tavistock à cette époque.
Elle a été formée en tant que psychothérapeute de l'enfant de 1950 à 1953. Dans le cadre de sa formation, elle a commencé son analyse (qui devait durer plus de 16 ans) avec Wilfred Bion. Dans le milieu des années 1950, elle a eu l'occasion d'aller aux États-Unis pendant un an avec son mari, Arnold, qui a été professeur invité au Massachusetts Institute of Technology.

## Œuvre
D'après Didier Houzel, « l'œuvre de Frances Tustin a renouvelé la compréhension de l'autisme infantile et en a permis une approche thérapeutique efficace ». Toutefois, son influence dépasse le seul domaine de l'autisme, dans la mesure où Tustin décrit aussi des « enclaves ou barrières autistiques » présentes dans des personnalités qui souffrent de troubles divers : phobies, mélancolie, anorexie mentale, psychopathie, pathologie psychosomatique, troubles fonctionnels graves chez l'enfant (énurésie, encoprésie).

### Classification de l'autisme
Selon Élisabeth Roudinesco et Michel Plon, Frances Tustin apporte dans les années 1970 un « regard nouveau » sur l'autisme, qu'elle propose de classer en trois groupes : 
1. l'autisme primaire anormal, qui résulte d'une « carence affective primordiale » et se caractérise par « une indifférenciation du corps de l'enfant et de celui de la mère »[4] ;
2. l'autisme secondaire à carapace (correspondant à l'autisme de Kanner)[4] ;
3. l'autisme secondaire régressif, qui « serait une forme de schizophrénie, sous-tendue par une identification projective »[4].

### Noyau autistique
Par « noyau autistique », Frances Tustin désigne une partie clivée de la personnalité, ayant « encapsulé » des angoisses très archaïques de type « effondrement, liquéfaction, chute, trou noir, amputation d'une zone corporelle, dans un système de défenses de nature autistique ». Objets-sensations et formes-sensations sont alors ressentis comme faisant partie du corps propre et servent à colmater les angoisses corporelles.
Geneviève Haag précise que cette notion apparaît dès son premier livre, Autisme et Psychose de l'enfant (1972-77) sous le terme « poche isolée [...] d'encapsulation » au chapitre « Systèmes d'autisme pathologique ». Une telle poche d'encapsulation permet la poursuite apparemment normale du développement chez de nombreux enfants névrosés qui présenteront plus tard des troubles variés qu'énumère l'auteur dans son ouvrage : « phobies, troubles du sommeil, anorexie nerveuse, mutisme électif, maladies de la peau, désordres psychosomatiques, difficultés scolaires, trouble du langage, délinquance ». Cette poche existe également, d'après Tustin, « “dans la structure caractérielle de certains individus relativement normaux”, marquée par la rigidité des clivages, la superficialités des identifications et un besoin exacerbé de maîtrise ». L'aspect « superficialité » peut être rapproché des personnalités « comme si » (décrites par Hélène Deutsch) ou en faux Self (décrites par Donald Winnicott). Frances Tustin pense enfin qu'un tel noyau autistique existe « a minima chez tout individu »  et est à rapprocher de la notion freudienne de « tendance à la régression vers l'inanimé, associée au concept de pulsion de mort ».

### «Trou noir» (black hole)
Le trou noir de la psyché est le titre de la traduction française parue en 1989 d' Autistic Barriers in Neurotic Patients (1986) de Frances Tustin, qui utilise toutefois le concept de « trou noir » en anglais : black hole. Le terme « trou noir » référant aux concepts de l'astrophysique moderne en tant que zones de densité extraordinaire, force d'attraction pour de nouvelles étoiles risquant de s'y engloutir, a été choisi comme métaphore pour « ce qui se passe au cœur du psychisme des enfants autistes ».

## Publications

### Livres
D'après la bibliographie générale du Dictionnaire international de la psychanalyse pour « Frances Tustin » : 
- 1972 : Autism and Childhood Psychosis, London, Hogarth, 1977 ; New York, Jason Aronson, 1973 ; Autisme et psychose de l'enfant, trad. : M. Davidovici, Paris, Le Seuil, 1977 192 p., Seuil/Poche, 1982  (ISBN 2020061287).
- 1981 : Autistic States in Children, London, Routledge ; Les États autistiques chez l'enfant, Paris, Le Seuil, 1986  (ISBN 2020091267).
- 1986 : Autistic Barriers in Neurotic Patients, London, Karnac Books ; Le Trou noir de la psyché, Paris, Seuil, 1989.
- 1990 : The Protective Shell in Children ans Adults, London, Karnac Books ; Autisme et Protection, trad. : A.L. Hacker, Paris, Le Seuil, 1992  (ISBN 2020136619).

### Articles
(Choix d'articles d'après The Frances Tustin Memorial Trust)
- 1980 :  Tustin, F. ‘Autistic objects.’ International Review of Psycho-Analysis. « Les objets autistiques » in Lieux de l’enfance n°3 (1985)
  - « Les Objets autistiques », The International Journal of Psychoanalysis, vol. 7, p. 27-38.
- 1984 :  Tustin, F. ‘Autistic shapes’. International Review of Psycho-Analysis. « Les formes autistiques », in Lieux de l’enfance n°3 (1985).
- 1991 :  Tustin, F. ‘Revised understandings of psychogenic autism’. International Journal of Psychoanalysis. « Vues nouvelles sur l’autisme psychogénétique » in Journal de la Psychanalyse de l’Enfant, Paris, Bayard, 1995.
- 1994 :  Tustin, F. ‘The perpetuation of an error’ [La perpétuation d’une erreur]. Journal of Child Psychotherapy.
- 2015 :  Mitrani, JL and Mitrani, T. (eds) « Frances Tustin Today » [Frances Tustin aujourd’hui]. New Library of Psychoanalysis, Routledge.

## Réception, critiques
En 1997 paraît un ouvrage intitulé Encounters with Autistic States: A Memorial Tribute to Frances Tustin  de Theodore Mitrani, Judith L. Mitrani, Jason Aronson, qui rassemble les contributions de 21 psychanalystes et thérapeutes de l'enfance de trois continents : c'est un « hommage à Frances Tustin » dont l'œuvre est « consacrée à la compréhension du monde déroutant propre à l'enfant autiste »,.
En 1999, Gunilla Gerland, « autiste à haut niveau de fonctionnement » (Asperger), ainsi qu'elle se présente, publie dans la revue scientifique Autism une lettre ouverte (reprise dans Sage Journals, 2016) aux rédacteurs scientifiques de cette revue ; elle y exprime son désaccord sur la publication de la « recension très positive »  Encounters with Autistic States: A Memorial Tribute to Frances Tustin. En se référant au DSM IV, elle considère que l'autisme vu comme état d'esprit dérive d'une très ancienne définition de Bleuler, alors que, selon elle, « l'autisme n'est pas un état d'esprit, c'est un syndrome défini d'après plusieurs critères diagnostiques ». Dans un autre écrit, Gunilla Gerland déclare que les théories de la relation d'objet, telles que développées par Tustin, ne sont pas applicables aux personnes autistes.